# Сё Сэнъи
Сё Сэнъи (яп. 尚 宣威, 1430–1477) — король государства Рюкю из второй династии Сё (1477). Он правил всего шесть месяцев после смерти своего старшего брата Сё Эна и был вынужден отречься от престола в пользу своего племянника Сё Сина. После отречения стал князем Гоэку (яп. 越来王子) и получил магири Гоэку (ныне часть города Окинавы), но умер в том же году. Было высказано предположение, что он был убит вдовствующей императрицей Укияко.